# Gulliver (album)
Gulliver è un album in studio di Arturo Corso, Anna Nogara, Giancarlo Dettori e Sandro Massimini pubblicato nel 1969; contiene la colonna sonora dell'omonima commedia musicale della Rai.

## Produzione
L'album è stato composto da Fabrizio De André e Gian Piero Reverberi con testi di Umberto Simonetta ed Enrico Vaime.
L'album è stato registrato nell'aprile 1968 a Milano. Le strade del mondo/Cammino...e piango, sigla originale del programma cantata da Laura Olivari, non è inserita nell'album.

## Tracce
Testi di Umberto Simonetta ed Enrico Vaime, musiche di Fabrizio De André e Gian Piero Reverberi.
1. Il grandissimo coro dei piccolissimi
2. Con gli spaghi e con gli uncini
3. La ballata del folklore lillipuziano
4. Non son io che sono piccolo
5. Battibecco
6. Il mercoledì è festa
7. Il solito mercoledì
8. La Grancarra (Si elencano gli strumenti musicali scoperti dai Lillipuziani)
9. Lo stonato sfortunato
10. L'inno della scienza
11. Fantastici fantasmi
12. Chiuso in gabbia
13. I Padroncavalli
14. Una barcarola per Gulliver
15. L'ultima canzone

## Formazione
- Arturo Corso - voce
- Anna Nogara - voce
- Giancarlo Dettori - voce
- Sandro Massimini - voce